# P-3 Orion
Lockheed Martin P-3 Orion er et 4-motors turboprop maritimt patruljefly fra amerikanske Lockheed designet til antiubådskrigsførelse. Ud over udstyr til maritim overvågning kan flyet også medbringe bl.a. bomber og torpedoer, der kan anvendes til at nedkæmpe ubåde. Flyet kan desuden nedkaste gummibåde og andet udstyr til nødstedte.
De første fly indgik første gang i aktiv tjeneste i den amerikanske flåde i 1962, men modellen anvendes stadig i stor udstrækning (2014), da der løbende er kommet nye, opdaterede udgaver. Flyet anvendes ikke blot af forskellige amerikanske militære myndigheder (flåden m.fl.), men også af lande som bl.a. Japan, Norge, Holland og Tyskland.
Flytypen blev anvendt af Australien, Japan, New Zealand og Sydkorea i eftersøgningen efter det forsvundne fly Malaysia Airlines Flight 370 i 2014.